# Măriuș
Măriuș – wieś w Rumunii, w okręgu Satu Mare, w gminie Valea Vinului. W 2011 roku liczyła 286 mieszkańców.